# Sakari Piha
Runo Sakari Piha, född 8 december 1919 i Pungalaitio, död 31 juli 2008 i Helsingfors, var en finländsk biokemist.
Piha blev filosofie doktor 1957. Han var 1959–1969 docent i biokemi vid Helsingfors universitet och 1969–1988 i neurokemi. Han var 1967–1985 professor i biokemi vid Uleåborgs universitet och var dess prorektor 1968–1971 samt innehade talrika andra akademiska förtroendeuppdrag, bland annat var han huvudredaktör för universitetets publikationsserie Acta Univ. Ouluensis 1971–1985.
Pihas forskning berörde främst blodbildning och proteinämnesomsättning. 